# Фернандо Гайбор
Фернандо Гайбор (ісп. Fernando Gaibor, нар. 8 жовтня 1991, Лос-Ріос) — еквадорський футболіст, захисник, півзахисник клубу «Емелек».
Виступає за клуб «Емелек», а також національну збірну Еквадору.

## Клубна кар'єра
Народився 8 жовтня 1991 року в місті Лос-Ріос. Вихованець футбольної школи клубу «Емелек». Дорослу футбольну кар'єру розпочав 2007 року в основній команді того ж клубу, кольори якої захищає й донині.
Гайбор є автором найбільш дальнього голу в історії чемпіонату Еквадору (10 липня 2022 року у поєдинку першого туру чемпіонату між командами «Індепендьєнте дель Вальє» та «Кумбайя» влучив у ворота суперника з відстані 70,9 метра).

## Виступи за збірні
Протягом 2011–2012 років залучався до складу молодіжної збірної Еквадору. На молодіжному рівні зіграв у 12 офіційних матчах.
2013 року дебютував в офіційних матчах у складі національної збірної Еквадору. Наразі провів у формі головної команди країни 7 матчів.
У складі збірної був учасником Кубка Америки 2016 року у США.

## Статистика виступів

### Статистика клубних виступів
| Сезон             | Команда           | Чемпіонат | Чемпіонат | Національний кубок | Національний кубок | Континентальні кубки | Континентальні кубки | Інші змагання | Інші змагання | Усього | Усього |
| Сезон             | Команда           | Ігор      | Голів     | Ігор               | Голів              | Ігор                 | Голів                | Ігор          | Голів         | Ігор   | Голів  |
| ----------------- | ----------------- | --------- | --------- | ------------------ | ------------------ | -------------------- | -------------------- | ------------- | ------------- | ------ | ------ |
| «Емелек»          | 2010              | 19        | 2         | —                  | —                  | 1                    | 0                    | —             | —             | 20     | 2      |
| «Емелек»          | 2011              | 35        | 4         | —                  | —                  | 5                    | 0                    | —             | —             | 40     | 4      |
| «Емелек»          | 2012              | 37        | 6         | —                  | —                  | 12                   | 2                    | —             | —             | 49     | 8      |
| «Емелек»          | 2013              | 34        | 5         | —                  | —                  | 8                    | 2                    | —             | —             | 42     | 7      |
| «Емелек»          | 2014              | 11        | 3         | —                  | —                  | 5                    | 0                    | —             | —             | 16     | 3      |
| «Емелек»          | 2015              | 24        | 2         | —                  | —                  | 9                    | 0                    | —             | —             | 33     | 2      |
| «Емелек»          | 2016              | 15        | 2         | —                  | —                  | 4                    | 0                    | —             | —             | 10     | 1      |
| «Емелек»          | Разом             | 175       | 24        | —                  | —                  | 44                   | 4                    | —             | —             | 210    | 28     |
| Усього за кар'єру | Усього за кар'єру | 175       | 24        | 0                  | 0                  | 44                   | 4                    | 0             | 0             | 210    | 28     |

## Титули і досягнення

### Клубні
- Чемпіон Еквадору (5):

«Емелек»: 2013, 2014, 2015, 2017
«Індепендьєнте дель Валле»: 2021
- Володар Кубка банку Суруга (1):

««Індепендьєнте» (Авельянеда)»: 2018
- Володар Кубка Еквадору (1):

«Індепендьєнте дель Валле»: 2022
- Володар Південноамериканського кубка (1):

«Індепендьєнте дель Валле»: 2022